# Krafft
Krafft är ett svenskt företag som tillverkar och säljer foder för hästar. Bolaget är en del av Lantmännen-koncernen och har sitt huvudkontor i Falkenberg. Bolaget har 25 anställda och omsätter cirka 200 miljoner kronor. Bolaget dominerar hästfodermarknaden med en marknadsandel på omkring 70 procent.